# Duisburg-Ruhrorter Häfen
Die Duisburg-Ruhrorter Häfen befinden sich in Duisburg an der Mündung der Ruhr in den Rhein. Sie gelten als größter Binnenhafen Europas, in Gesamtbetrachtung aller öffentlichen und privaten Hafenanlagen als größter Binnenhafen der Welt. Mit einer Gesamtfläche von 10 km² zieht sich der Bereich des eigentlichen Hafens von den Hafenbecken an der Ruhrmündung entlang des Rheins aufwärts bis nach Duisburg-Rheinhausen.
Eigentums- und Managementgesellschaft des Duisburger Hafens ist die Duisburger Hafen AG. Die duisport-Gruppe bietet für den Hafen- und Logistikstandort Full-Service-Pakete in den Bereichen Infrastruktur und Suprastruktur einschließlich Ansiedlungsmanagement. Darüber hinaus erbringen die Tochtergesellschaften logistische Dienstleistungen wie Aufbau und Optimierung von Transport- und Logistikketten, Schienengüterverkehrsleistungen, Gebäudemanagement und Verpackungslogistik.

## Lage und Funktionen

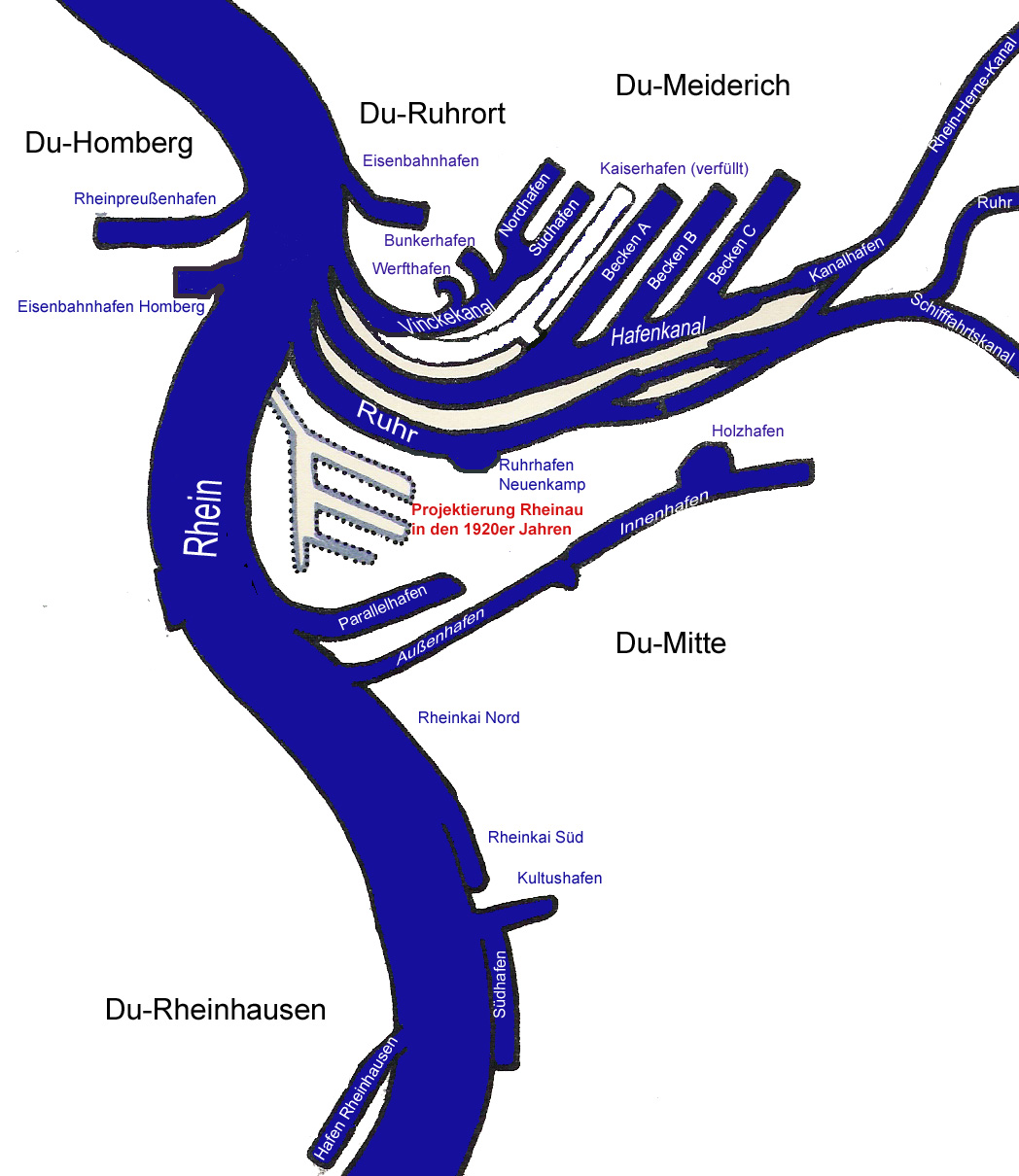
Übersicht der Duisburger Häfen

Die 21 öffentlichen Hafenbecken haben eine Wasserfläche von über 180 ha. Die Uferlänge beträgt 40 km, davon 15 km Umschlagufer mit Gleisanschluss. Es stehen rund 1,5 Mio. m² überdachte Lagerflächen zur Verfügung. Der Gesamtumschlag betrug im Jahr 2009 44,4 Mio. t, davon Schiffsumschlag 12,1 Mio. t, Bahnumschlag 10,7 Mio. t. Zusammen mit dem Eisenbahn- und Lkw-Umschlag und inklusive der acht privaten Werkshäfen im Norden und Süden der Stadt verzeichnete der Hafen im Jahr 2016 einen Gesamtumschlag von 133 Mio. t (2015: 129 Mio. t).
Der Duisburger Hafen ist im paneuropäischen Wasserstraßen-Netz der Hinterland-Hub zu den Seehäfen Amsterdam, Emden, Rotterdam, Antwerpen und auch Hamburg. In diesen Nordseehäfen werden Güter auch von Seeschiffen auf Binnenschiffe umgeladen und großenteils über Duisburg in das europäische Hinterland transportiert. Umgekehrt bestehen aber auch unmittelbare Schiffsverbindungen von Duisburg über Rhein und Maas nach Übersee. Der Duisburger Hafen fungiert daher auch als südlichster Seehafen Deutschlands. Viele Reedereien im Hafen unterhalten Fluss-See-Verbindungen zu insgesamt rund einhundert europäischen Häfen. Pro Jahr werden auf etwa 2000 flussgängigen Seeschiffen rund zwei Millionen Tonnen Fracht umgeschlagen.
Im Duisburger Hafen sind rund 250 Firmen ansässig. Etwa 36.000 Arbeitsplätze, 11 % aller Duisburger Arbeitsplätze, sind von diesem Hafen abhängig. Die gesamte mit dem Hafen verknüpfte Wertschöpfung beträgt dabei mehr als 2,2 Milliarden Euro. Die im Jahr 2000 gegründete Duisport-Gruppe, bestehend aus der Duisburger Hafen AG und weiteren Tochterfirmen, beschäftigt etwa 1600 Mitarbeiter. Eigentümer der Gruppe sind bisher das Land Nordrhein-Westfalen, die Stadt Duisburg und die Bundesrepublik Deutschland zu gleichen Teilen. Die Bundesregierung hat Ende August 2011 angekündigt, ihren Anteil veräußern zu wollen. Jährlich wird etwa eine halbe Milliarde Euro investiert.
Im Duisburger Hafen fahren zudem zwei von deutschlandweit sechs Kirchenschiffen, nämlich je eines der katholischen und der evangelischen Kirche.

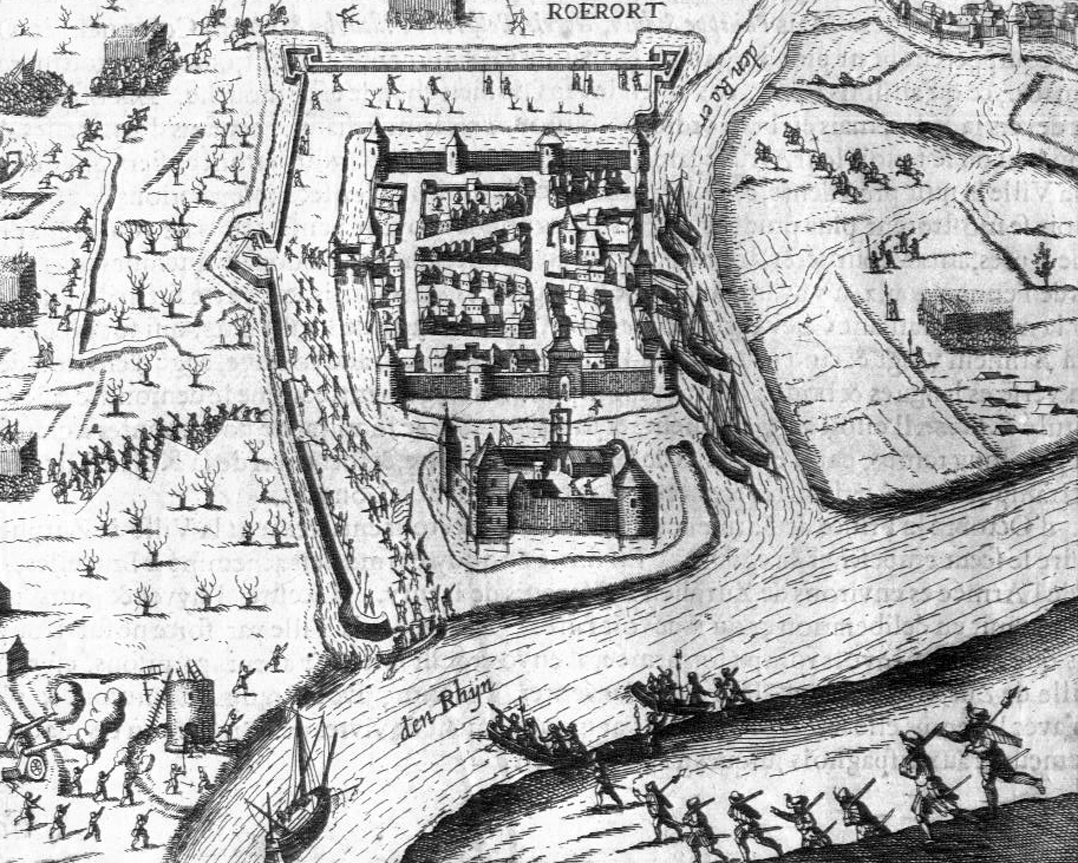
Stadt Ruhrort mit Kastell 1587

## Geschichte

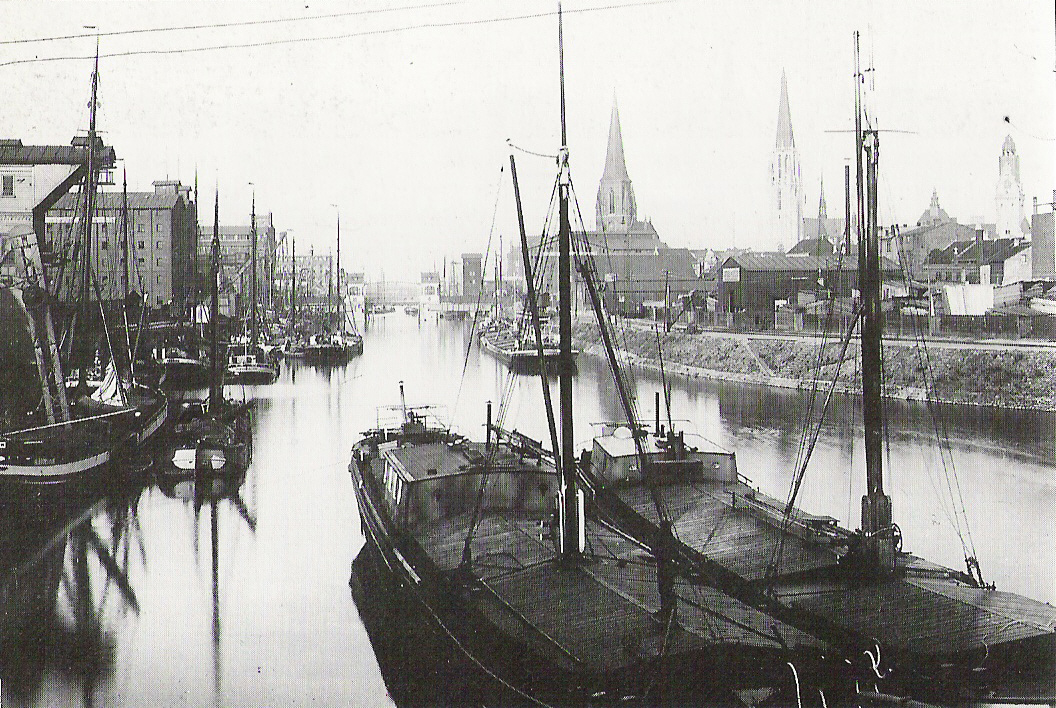
Duisburger Innenhafen um 1900

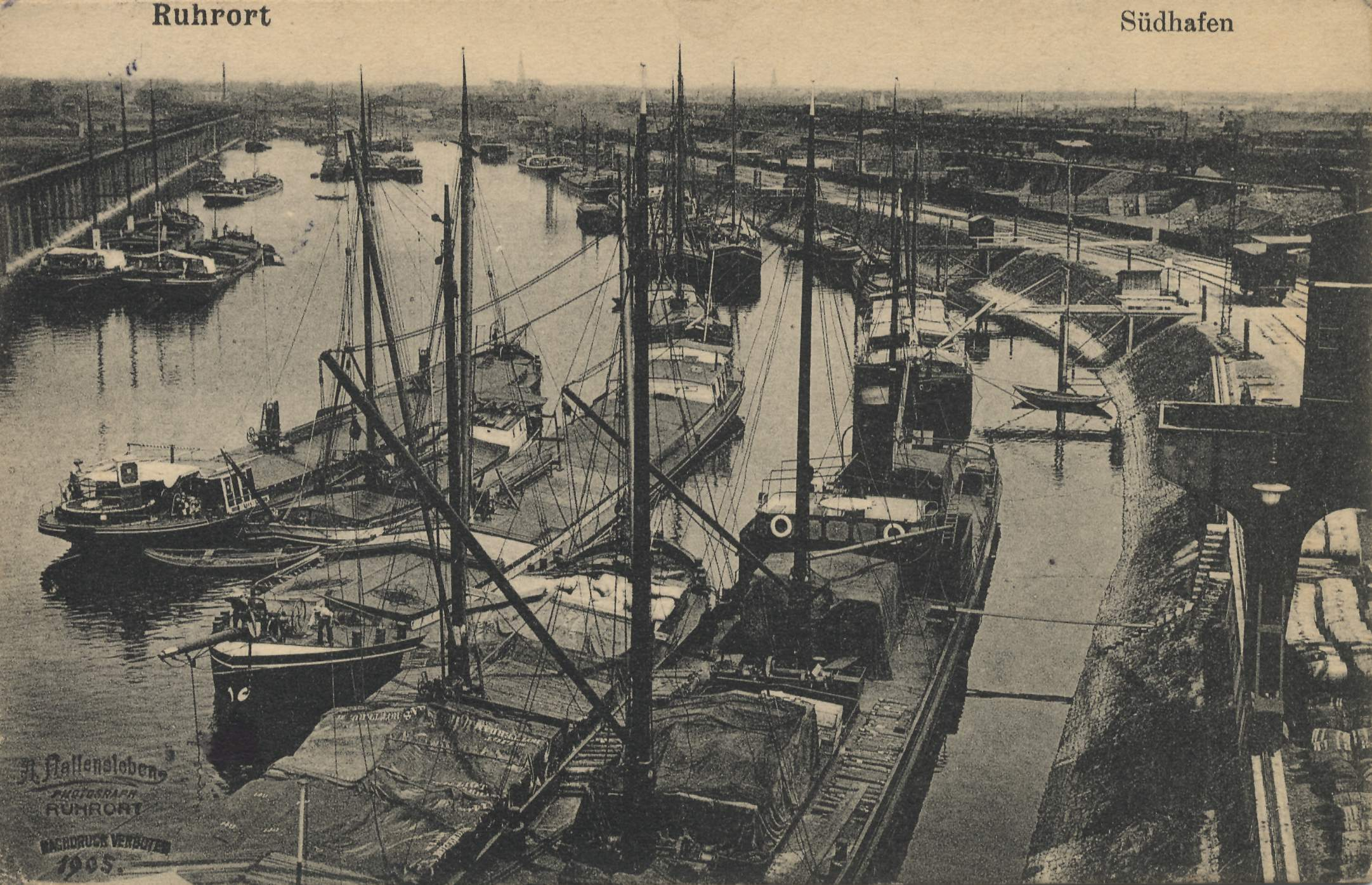
Duisburger Südhafen um 1905

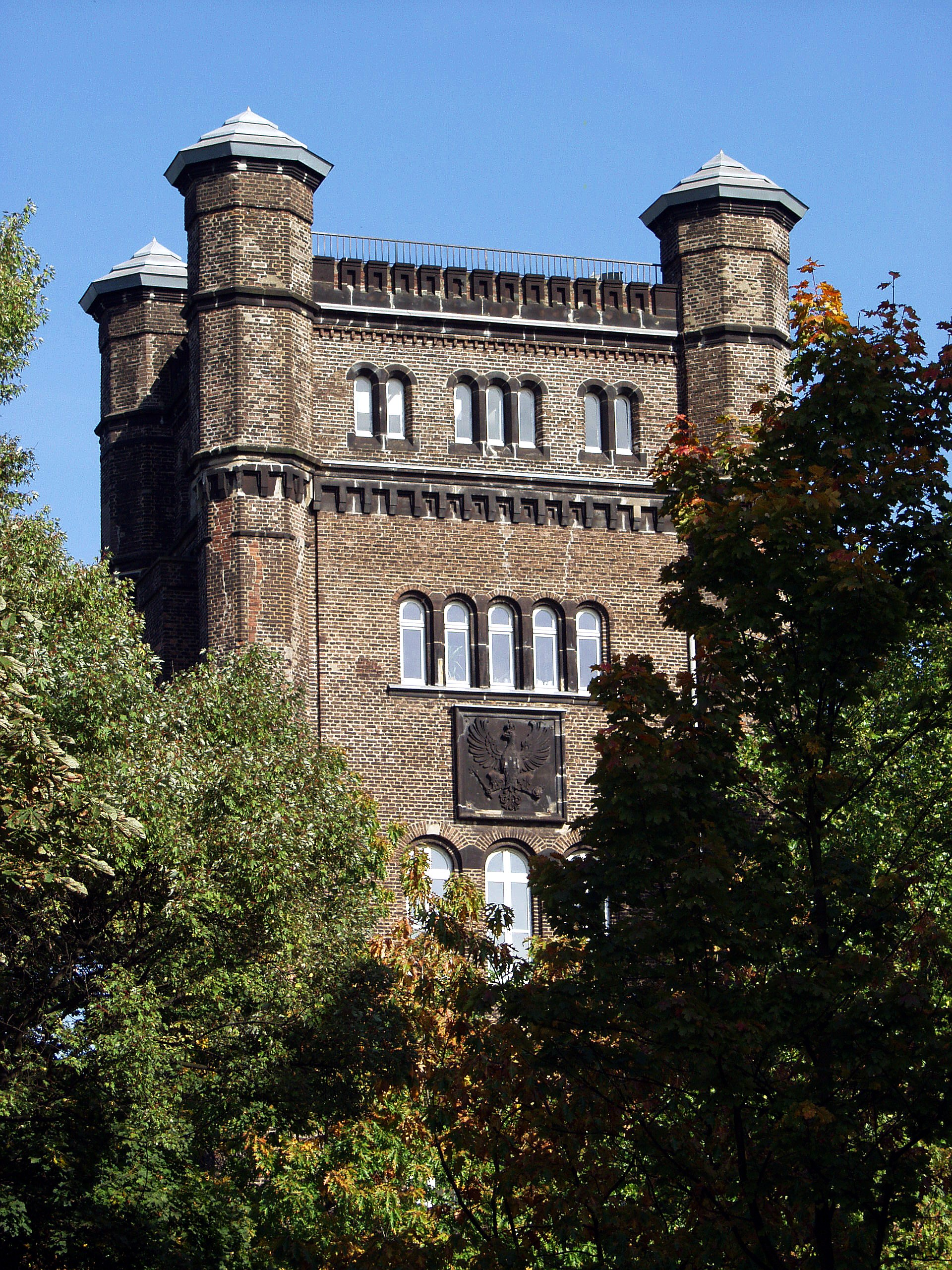
Der Hebeturm des früheren Trajekts in Duisburg-Homberg

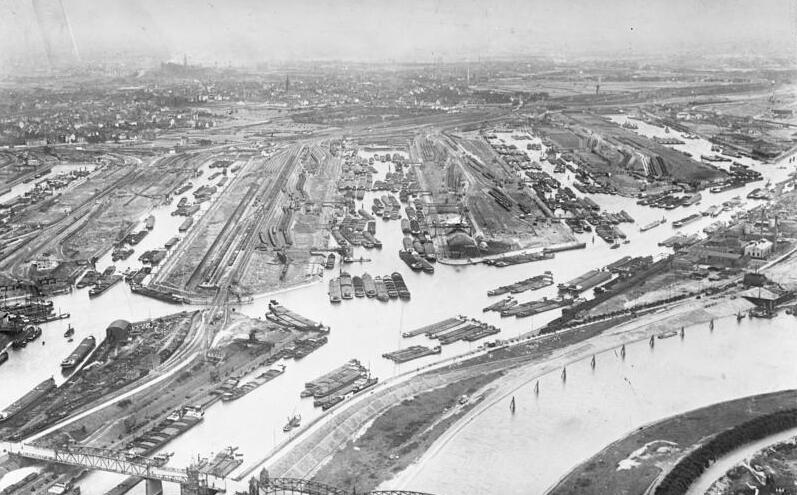
Häfen beim Rheinhochwasser 1931

### Ruhrorter Hafen
Keimzelle des Hafens ist der heutige Duisburger Stadtteil Ruhrort. Bereits zu Beginn der Neuzeit war das klevische Städtchen Ruhrort ein Schifffahrtsplatz. 1665 gründete sich in Ruhrort eine Schiffergilde. Ihre Mitglieder betätigten sich in den rheinaufwärts gelegenen Städten als Kohlehändler.
1701 wurde Ruhrort preußisch. Die erste moderne Schiffswerft entstand 1712. Doch vor den Toren der Stadt fehlte ein geeigneter Umschlagplatz, so dass die Schiffe auf dem Rhein vor Anker gehen mussten. Die Schiffer forderten deshalb den Bau eines Hafens. So beschloss der Ruhrorter Magistrat im Jahr 1715, ein Hafenbecken zu bauen, und zwar „vom Kastellthore bis zur Ruhrpforte“. Die Bauarbeiten begannen im Herbst desselben Jahres. Allerdings gingen die Bauarbeiten schleppend voran, vor allem auf Grund schlechter Witterungsverhältnisse. Am 16. September 1716 fasste der Magistrat einen erneuten Beschluss zum zügigen Bau des Hafens. Dieser Beschluss gilt heute als Geburtsstunde des Ruhrorter Hafens.
Als erstes Haus außerhalb der Ruhrorter Stadtmauer wurde 1756 das heute so genannte Hanielsche Stammhaus von Jan Willem Noot errichtet. 1828 eröffnete Franz Haniel eine Werft für den Bau von Dampfschiffen.
Ab 1766 übernahm die preußische Regierung die Verwaltung der Ruhrorter Hafenanlagen und sorgte zielstrebig für deren weiteren Ausbau. In den Jahren 1837 bis 1842 wurde der Schleusenhafen gebaut, der durch einen Durchstich mit dem Inselhafen verbunden war.
1848 erfolgte der Gleisanschluss an das Netz der Köln-Mindener Eisenbahn-Gesellschaft in Oberhausen. Dies war kostengünstiger, als die Ruhrmündung zu überqueren. Bis 1850 wurde der Homberger Eisenbahnhafen gebaut, wo ab 1852 das Trajekt Ruhrort–Homberg die Verbindung über den Rhein nach Aachen über Krefeld und Mönchengladbach herstellte.
1867 wurde ein Anschluss an die Hauptbahn der Bergisch-Märkischen Eisenbahn-Gesellschaft hergestellt. Dies geschah in Styrum, da Duisburg(-Hochfeld) zu dieser Zeit am westlichen Ende der Ruhrgebietsstrecke lag; eine Verbindung von oder nach Duisburg erschien daher unnötig.
Nord- und Südhafen wurden in den Jahren 1860 bis 1867 angelegt und die Ruhr nach Süden verlegt. Bis 1890 erfolgte der Bau des Kaiserhafens, dessen Bau von 1877 bis 1884 unter der Leitung des Baurat Paul Gerhardt erfolgte und sich über fast zwanzig Jahre hinzog und eine nochmalige Verlegung der Ruhr erforderte. Die Gesamtwasserfläche betrug Anfang des 20. Jahrhunderts 53,3 ha.
An der Rheinreede wurde 1901 die Schifferbörse in Ruhrort eingerichtet. Sie diente dem Abschluss von Schiffsfracht- und Schleppgeschäften zwischen den Eignern der Schiffe und den Spediteuren. Täglich wurden hier amtliche Schlepp- und Frachtlöhne für die deutsche Binnenschifffahrt festgesetzt.

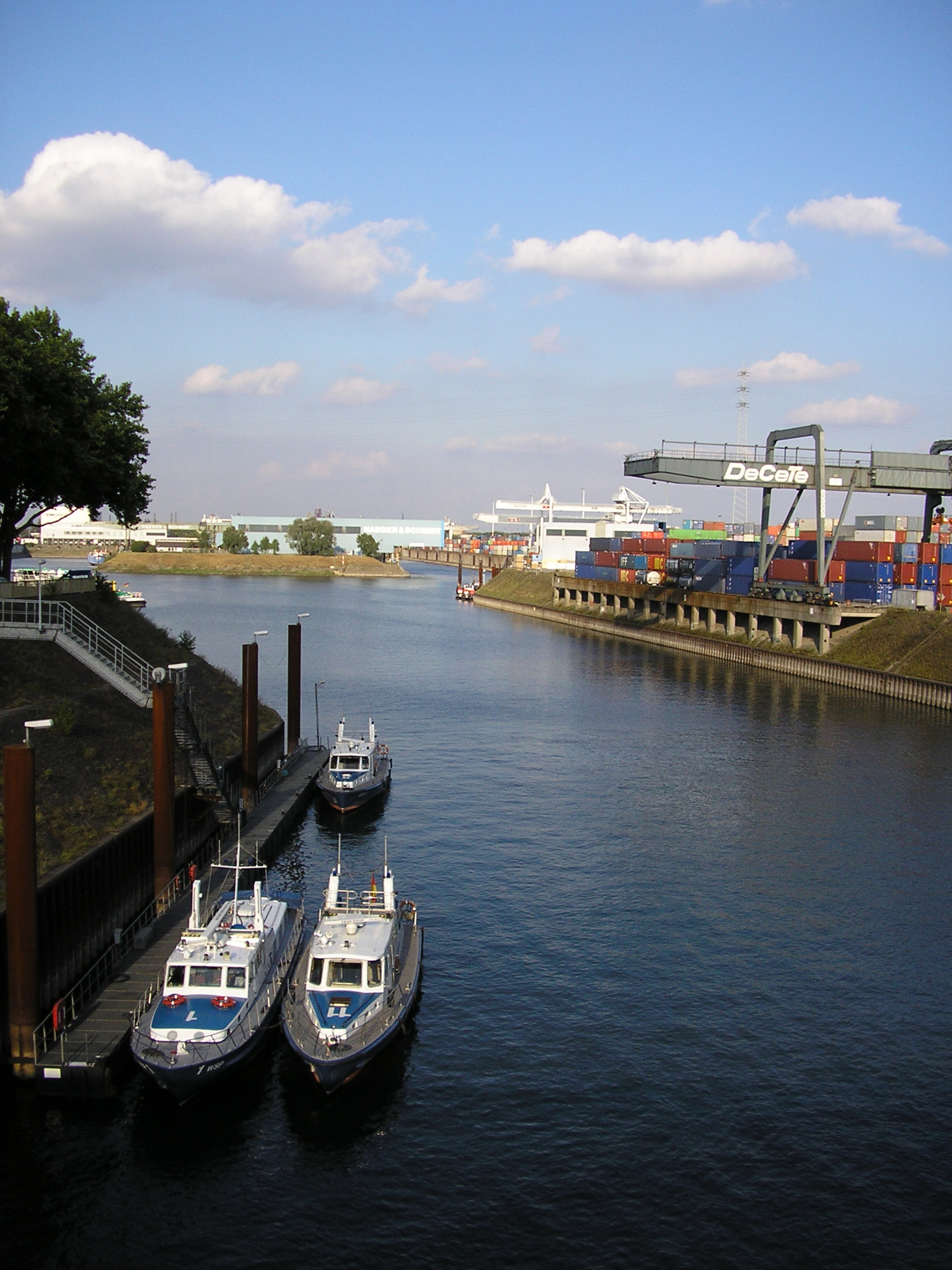
Einfahrt vom Vinckekanal in den Süd- und ehemaligen Nordhafen

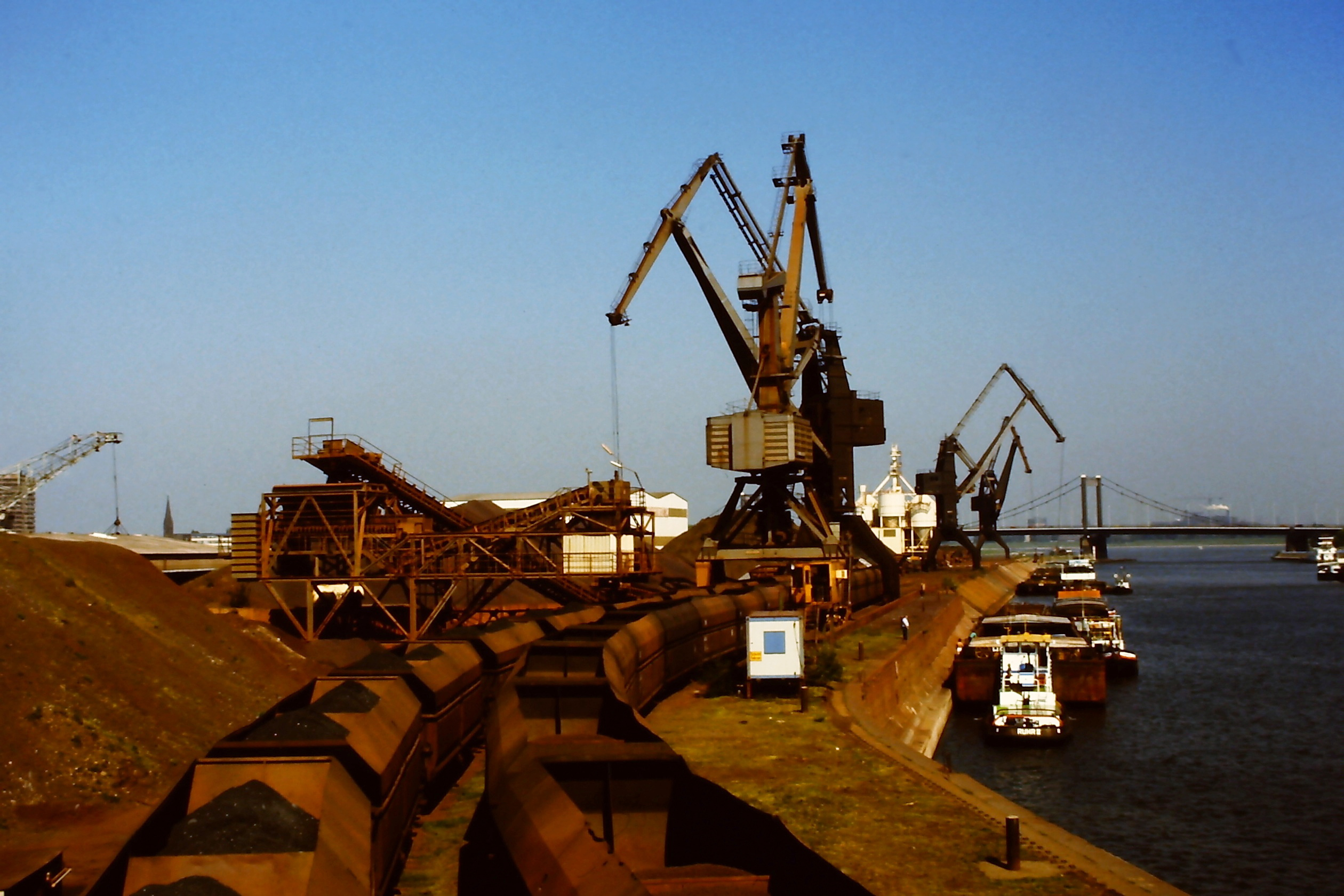
Kohleinsel

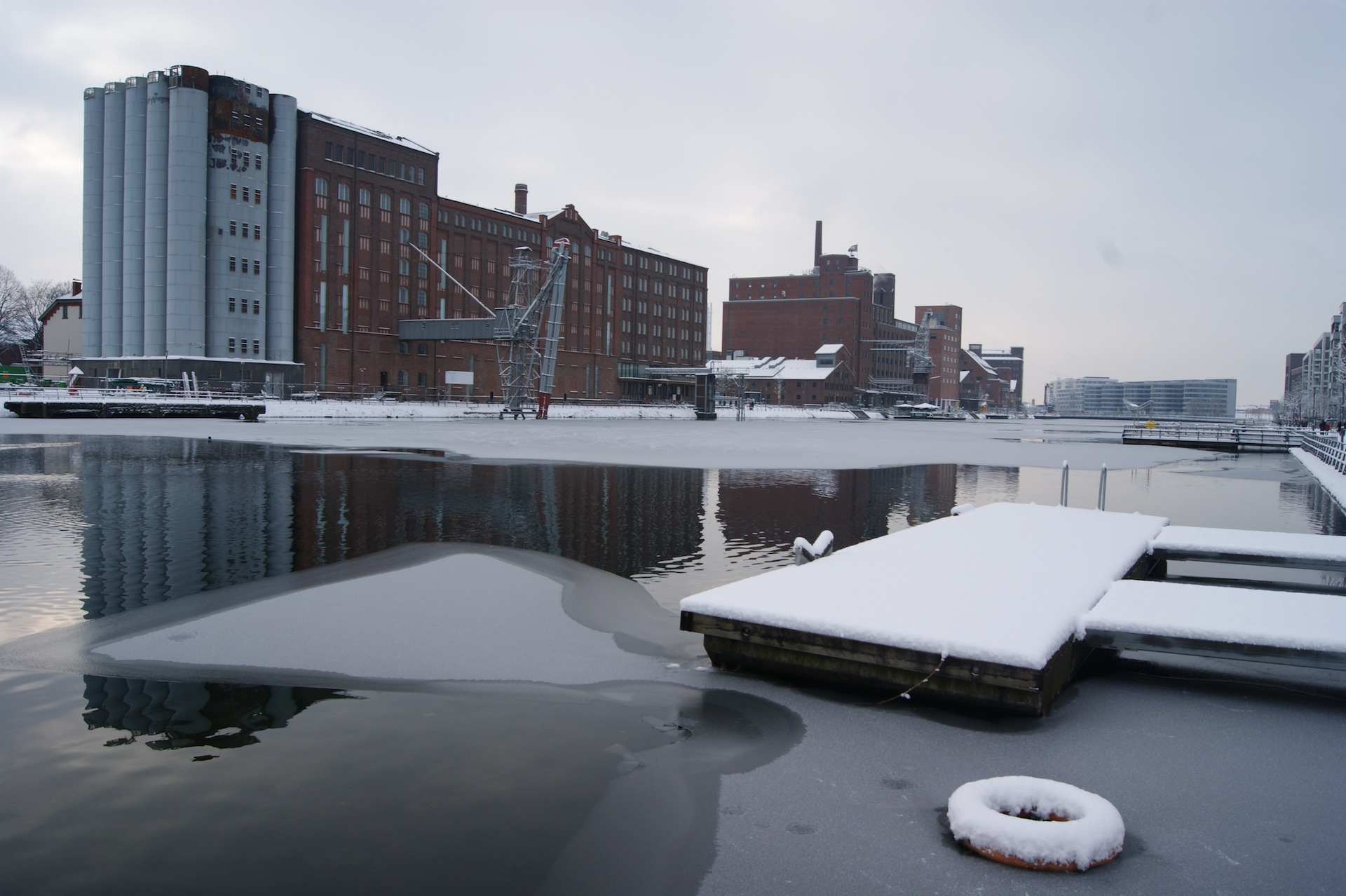
Duisburger Innenhafen

### Zusammenschluss mit dem Duisburger Hafen
Hafenanlagen wurden nicht nur im nördlich der Ruhr gelegenen Ruhrort errichtet, sondern auch im südlich der Ruhr liegenden größeren und bedeutenderen Duisburg.
Durch die Rheinverlagerung hatte Duisburg keinen unmittelbaren Anschluss mehr an den Strom. Die ansässigen Kaufleute gründeten aus diesem Grunde am 24. April 1826 den „Rhein-Canal-Actien-Verein“ mit der Zielsetzung, den alten Stadtkern wieder an den Rhein anzubinden. Nach vierjähriger Bauzeit konnte 1832 der Rheinkanal eröffnet werden. So entstand der heutige Außenhafen.
Später, 1844, wurde der Ruhrkanal fertiggestellt, der die Verbindung zwischen Rheinkanal und Ruhr schuf. Das erste an den Rheinkanal anschließende Stück dieses Kanals ist der heutige Innenhafen. Duisburg hatte nun wieder unmittelbaren Anschluss an die Flüsse und trat in direkte Konkurrenz zu den Ruhrorter Häfen. Nachdem die Hafenanlagen in Duisburg zwischen 1882 und 1883 verbreitert und verlängert worden waren, entstand 1899, parallel zum Außenhafen, der Parallelhafen.
Der Duisburger Teil des Hafens war damit Anfang des 20. Jahrhunderts auf eine Gesamtwasserfläche von etwa 51 ha angewachsen. 1901 folgte zunächst der Bau des Hafenareals Rheinau. Geplant waren auf Neuenkamper Gebiet zunächst drei weitere, groß dimensionierte Hafenbecken mit Anschluss an den Rhein.
In ähnlichen Maßstäben wurde auch für die Ruhrorter Hafenerweiterung gedacht. Während die Ruhrorter Häfen unter der Aufsicht des Preußischen Staates standen, wurden die Häfen in Duisburg von der Stadt unterhalten und betrieben.
Der gleichzeitige Ausbau beider Hafengebiete ließ dann die Befürchtung aufkommen, dass durch die konkurrierenden Planungen in beiden Städten Überkapazitäten entstehen würden.
So entstand zum 1. Oktober 1905 nach langen Streitigkeiten eine Betriebsgemeinschaft beider Hafengesellschaften. Der Ruhrfiskus und die Stadt Duisburg gründeten die Verwaltung der Duisburg-Ruhrorther Häfen. Gleichzeitig erfolgte auf Drängen der preußischen Regierung der Zusammenschluss der Städte Duisburg, Ruhrort und Meiderich, auf deren Gebiet sich die Ruhrorter Häfen bereits ausgedehnt hatten, zur neuen Stadt Duisburg. Die Einwohnerzahl verdoppelte sich innerhalb von zehn Jahren von etwa 110.000 auf 230.000 Einwohner. Die von der Stadt Ruhrort geplante Anlage des Hafenkanals und der Hafenbecken A, B und C wurde zunächst zurückgestellt, dann aber bis 1908 durchgeführt.
1914 wurde der ovale Inselhafen weitgehend zugeschüttet und der Schleusenhafen in den Ausbau des Vinckekanals einbezogen. Es entstand außerdem eine Verbindung zum Rhein-Herne-Kanal, wodurch die Häfen Anschluss an das westdeutsche Kanalnetz fanden.
Am 24. Juli 1924 verabschiedete der Preußische Landtag das Gesetz wegen Übertragung der staatlichen Hafenanlagen in Duisburg an eine Aktiengesellschaft und schuf damit die rechtliche Voraussetzung für die Umwandlung der Interessen- und Betriebsgemeinschaft in eine Aktiengesellschaft. Am 30. September 1924 wurde die Duisburg-Ruhrorter Häfen Aktiengesellschaft gegründet. Anteilseigner waren zu zwei Dritteln der Staat Preußen und zu einem Drittel die Stadt Duisburg.
1926 erreichte kein anderer deutscher Binnenhafen den Umschlag der Duisburger Häfen. So betrug der Gesamtverkehr (Empfang und Versand) in Duisburg etwa 34 Mio. t, während er in Berlin lediglich 18 Mio. t und im Mannheimer Raum etwa 9 Mio. t betrug.
Die Steigerung der industriellen Produktion und der riesige Rohstoffbedarf der Industriebetriebe am Zusammenfluss von Rhein und Ruhr führte zum Aufstieg Duisburgs als Zentrum der gesamten Rheinschifffahrt.
1929 hatte Duisburg etwa 440.000 Einwohner und schloss sich mit Hamborn und den nördlichen Gemeinden des Landkreises Düsseldorf zusammen.

### Zweiter Weltkrieg und Wiederaufbau (1939–1950)
Im Zweiten Weltkrieg wurden die Häfen wie auch die gesamte Stadt weitgehend verwüstet. Duisburg hatte während der Luftangriffe auf das Ruhrgebiet seit 1940 rund 300 (!) Bombenangriffe zu ertragen, davon am 13. Mai 1943 den schwersten, den nach britischen Angaben eine deutsche Großstadt bis dahin erlebt hatte.
Die Duisburger Altstadt wurde dabei zu fast 90 % zerstört. Am 14. und 15. Oktober 1944 rollten drei Wellen mit mehr als tausend Bombern über die Stadt und warfen 5500 Tonnen Bomben, das Anderthalbfache dessen, was seit Kriegsbeginn über der gesamten Stadt und dem Hafen niederging. Allein bei diesem Angriff wurden 2541 Menschen getötet und 335 nie mehr gefunden. Nach der Befreiung Hombergs am 5. März 1945 brachen amerikanische Truppen mit intensivem Artilleriebeschuss vom Homberger Rheinufer aus den letzten Widerstand auf Ruhrorter Seite und zerstörten dabei auch im Hafen vieles von dem was noch stand.
Nach der Befreiung Duisburgs am 12. April 1945 und der anschließenden Kapitulation waren fast alle wichtigen Brücken in Duisburg von den eigenen Truppen gesprengt oder durch Angriffe zerstört, darunter alle fünf Rheinbrücken und die wichtigsten Ruhr- und Kanalbrücken. In den Hafenbecken zählte man 313 versenkte und 96 beschädigte Schiffe, die die Ruhrmündung und Hafenbecken blockierten. Schiffs- und Eisenbahnverkehr waren zum Erliegen gekommen. Das Versorgungsnetz und die Infrastruktur konnten nach Kriegsende zunächst nur provisorisch wieder hergerichtet werden. Als erste Rheinbrücke wurde die Haus-Knipp-Eisenbahnbrücke wiederhergestellt. Zwischen Hochfeld und Rheinhausen errichteten die Alliierten eine Behelfseisenbahnbrücke, die allerdings bereits 1946 wieder gesprengt wurde, da sie den Schiffsverkehr auf dem Rhein behinderte. Größtenteils stellten nun Fähren die Verbindung über den Rhein her. Als erste Ruhrbrücke wurde 1946 die Aackerfährbrücke wieder aufgebaut. Der Verkehr in den Häfen entwickelte sich nur recht langsam. Mit knapp 4,4 Mio. t wurden nicht einmal 20 % des Vorkriegsumschlages erreicht. Bis Anfang der 1950er Jahre wurde der Hafen wieder Zug um Zug aufgebaut. Am 11. März des Jahres 1949 wurde die Karl-Lehr-Brücke wiedereröffnet, deren Brückenbogen über die Ruhr aus der Kölner Hohenzollernbrücke stammte. Er wurde nach Kriegsende gegen Eisenbezugsscheine nach Duisburg verkauft.
Im Zuge des nachfolgenden wirtschaftlichen Aufschwungs stieg der Güterumschlag in den Duisburger Häfen kontinuierlich an.

### Drohende Verlandung (1950er Jahre)
Flussbettregulierung am Oberrhein, Deichbau und Schifffahrt haben einen unerwünschten Nebeneffekt: der Rhein gräbt sich jährlich vier Zentimeter in den Grund, das sind in hundert Jahren vier Meter. Dabei sinkt nicht nur der Wasserspiegel des Rheins, sondern auch der der einmündenden Hafenbecken und Kanäle, so dass diese immer seichter werden.
Die Abhilfe in den 1950er Jahren erregte weltweites Aufsehen: Die Duisburger bedienten sich des im Ruhrgebiet üblichen Bergbaus und senkten durch gezielte Bergsenkungen das gesamte Hafengebiet ab. Alleiniges Ausbaggern der Hafenbecken hätte wegen der schrägen Uferböschungen die Wasserflächen stark reduziert. Stattdessen stieß man bis in eine Tiefe von sechshundert Metern vor und baute in den 1950er und 1960er Jahren zwölf Millionen Tonnen Kohle ab. Dadurch sank der Hafengrund etwa 2 Meter ab und die Wassertiefe erhöhte sich um 2 Meter.

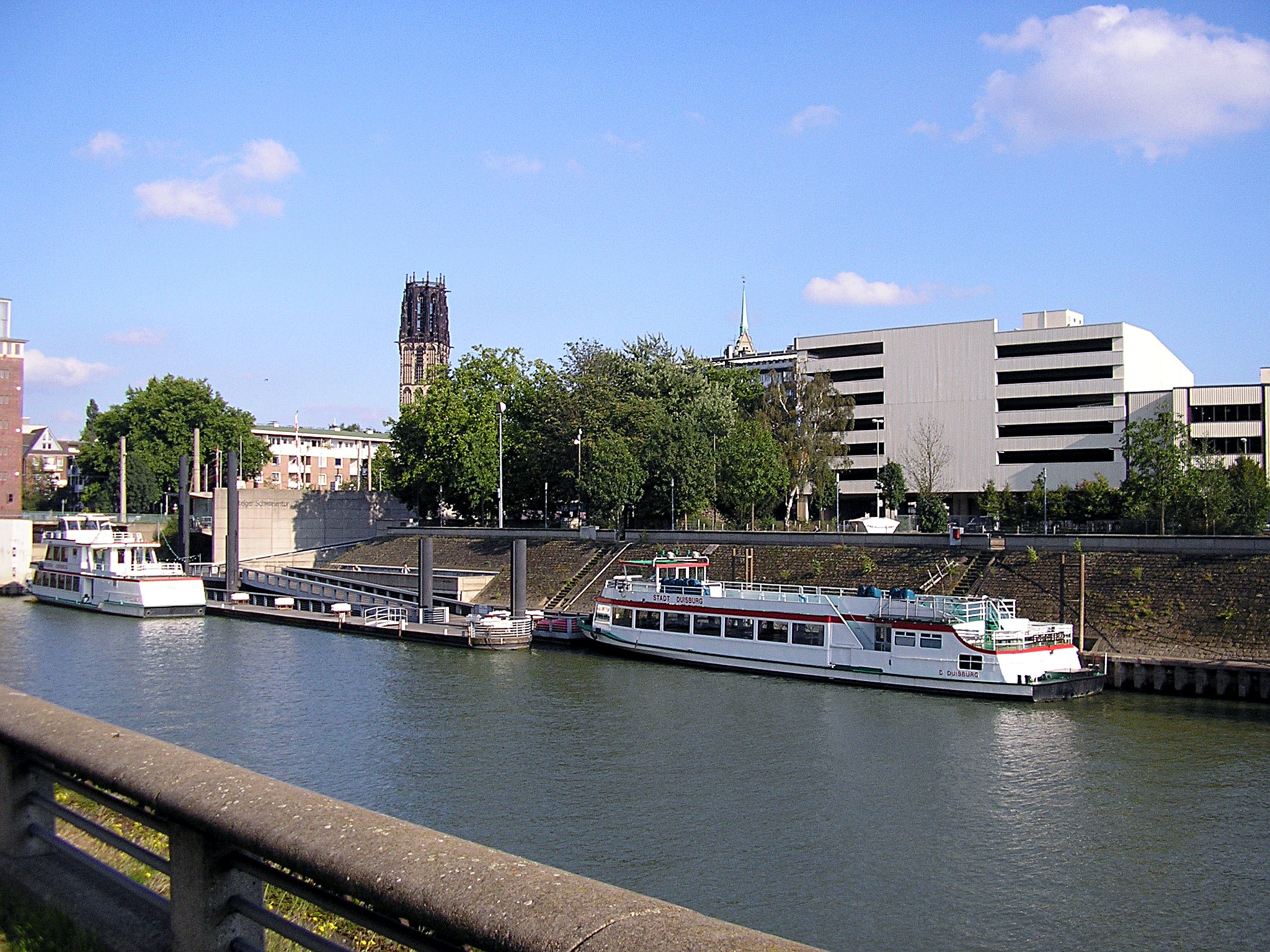
Steiger Schwanentor, Lände der Personenschifffahrt

### Entwicklung bis zur Mitte der 1980er Jahre
Bereits Mitte der 1950er Jahre erreichte der Umschlag der Häfen in Duisburg den Vorkriegsstand von knapp 35 Mio. t. Bis in die 1980er Jahre ist eine kontinuierliche Steigerung des Umschlagsergebnisses zu verzeichnen. Wichtigste Umschlaggüter waren Eisenerze, Mineralöle, Kohle, Eisen, Stahl, Kies und Sand, Schrott und Getreide.
Im Zuge der Umstellung der Energieerzeugung von der Kohle zum Mineralöl entstanden bald Umschlag- und Tankanlagen für Rohölprodukte, die über Pipelines mit den Raffinerien des Ruhrgebiets verbunden sind.
Mehrmals wurden Hafenbecken zugeschüttet: der Ruhrorter Kaiserhafen, zwischen Südhafen und Becken A gelegen, verschwand 1968 zu zwei Dritteln und 1998 ganz. Vollständig zugeschüttet wurden im selben Jahr ebenfalls Hellinghafen und Zollhafen. 1982 wurde der kleine Nordhafen in Hochfeld verfüllt. Hierdurch wurde Raum für neue, größere Verladeanlagen und Lagereinrichtungen geschaffen.
Mit dem Ausbau des Vinckekanals, der Verbindung zwischen Rhein und Nord- bzw. Südhafen in Ruhrort, begann man 1983. Der Ausbau ermöglichte es, dass seither mehr moderne Fluss-See-Schiffe den Transport von Massengütern übernehmen können. Waren bis Mitte der 1950er Jahre die Schiffe meist Schleppkähne, so wurden sie bald durch Selbstfahrer ersetzt und diese wiederum durch die Schubschifffahrt. Deren Anteil erhöhte sich bis in die 1980er Jahre auf bis zu 80 %.
1983 wurde probeweise eine Schubschifffahrt mit sechs Leichtern zwischen den Häfen von Duisburg und Rotterdam eingeführt. Die Erlaubnis für die Sechser-Schubschifffahrt durch das niederländische Parlament erfolgte im Jahr 1987.
Bereits Ende der 1970er Jahre zeichnete sich zwar bereits eine rückläufige Tendenz im Gesamtumsatz deutscher Steinkohle ab, wegen der auf der Ruhrorter Kohleninsel errichteten modernen Kohlenmisch- und Verladeanlage konnte Duisburg aber noch bis zur Mitte der 1980er Jahre bei der Kohle, als zweitwichtigstem Hafengut, Zuwächse verzeichnen. Die fünf Kohleterminals der Kohleninsel haben eine Gesamtkapazität von 10 Millionen Tonnen, von denen derzeit (Stand 2017) die Hälfte genutzt wird.
In der deutschen Binnenschifffahrt wurde in den 1980er Jahren der Containerverkehr immer wichtiger. Im Südhafen entstanden 1984 auf der zugeschütteten Fläche des Nordhafens der erste Container-Terminal und die erste Roll-on/Roll-off-Anlage. Am Parallelhafen wurde im Mai 1984 das Rhein-Ruhr-Terminal eröffnet, und in Meiderich wurde die Ruhrschleuse modernisiert.

### Strukturwandel
Im Zuge der Krise der Eisen- und Stahlindustrie in der zweiten Hälfte der 1980er Jahre bemühte sich die Bundesregierung, durch finanzielle Fördermittel den Strukturwandel in der Montanregion an Rhein und Ruhr voranzutreiben. Duisburg bewarb sich unter anderem um die Genehmigung eines Freihafens, der 1991 in Betrieb genommen wurde.
Mit der Eröffnung eines Bahnhofs für den Kombinierten Verkehr, der den Ruhrorter Hafen über die sogenannte Südkurve mit der Nord-Süd-Magistrale im deutschen Eisenbahngüterverkehr verbindet, wurden 1992 Eisenbahn, Straße und Wasser an einem Punkt verknüpft. Heute werden von diesem Bahnhof aus Lkw und Container per Eisenbahn zu nationalen und internationalen Zielen transportiert.
1991 feierten die Duisburg-Ruhrorter Häfen 275-jähriges Jubiläum. Die Deutsche Bundespost gab zu diesem Anlass eine Sonderbriefmarke heraus.
Bis 1995 wurde die wasserseitige Anbindung des Containerterminals wie auch des Bahnhofs für den Kombinierten Verkehr hochwassersicher ausgebaut und mit einem neuen Uferbauwerk versehen.
1995 wurde der 0,5 km² große Innenhafen an die Innenhafen Duisburg Entwicklungsgesellschaft mbH verkauft. Die eng begrenzten Uferanlagen in der Duisburger Innenstadt entsprachen nicht mehr den Anforderungen eines modernen Logistikkonzeptes.
Im Rahmen der internationalen Bauausstellung Emscher Park wurde der Innenhafen in ein urbanes Konzept eingebunden (Arbeiten, Wohnen und Leben am Wasser). Am Holzhafen, einem Teil des Innenhafens, soll mit dem vom englischen Architekten Sir Norman Foster entworfenen Eurogate ein Symbol des neuen Duisburg entstehen. Die Speicherzeile soll renoviert werden, neue Büro- und Dienstleistungsgebäude entstehen, vordringlich auf der Nordseite.

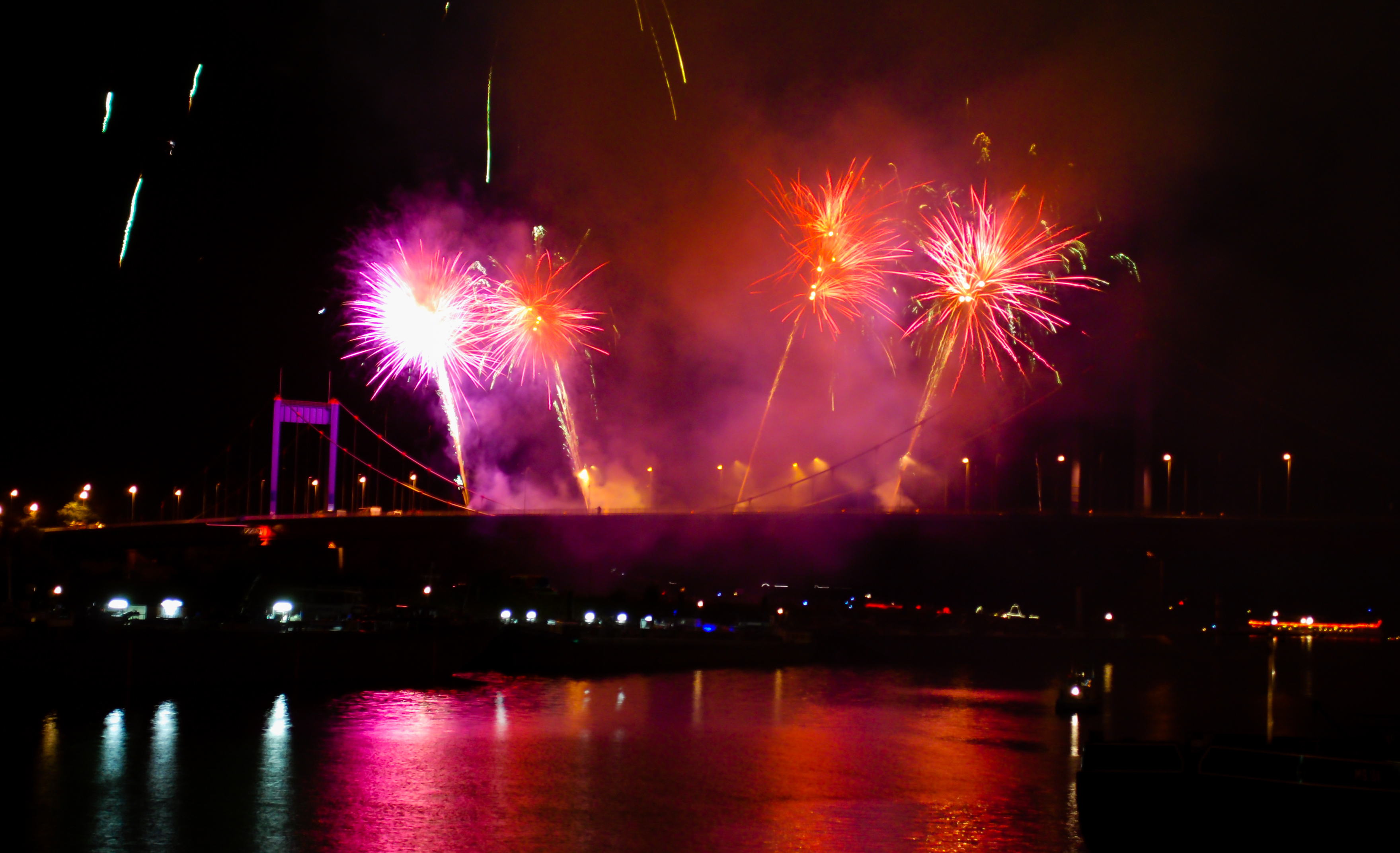
Höhenfeuerwerk Ruhrort in Flammen

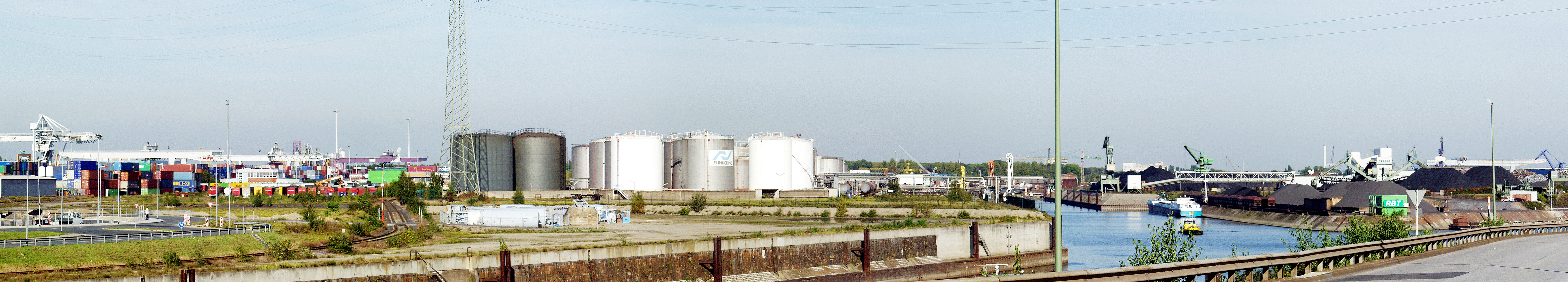
Stahl-, Öl- und Kohleinsel der Ruhrorter Häfen

In den 1990er Jahren entstand auf dem Areal der ehemaligen Duisburger Kupferhütte ein Umschlag-Terminal für Importkohle.
1997 wurde die hundertprozentige Hafengesellschaftstochter Port Agency Duisburg GmbH (heute duisport agency GmbH) gegründet, deren Aufgabe das Standortmarketing ist. Im selben Jahr entstand auch das PCD Packing-Center-Duisburg, wo hochwertige Güter für den Seetransport verpackt werden.
1998 übernahm der Hafen die mehr als 2,56 km² große Fläche des ehemaligen Krupp-Hüttenwerks mit dem Krupphafen in Rheinhausen, das von der Logport Logistic-Center Duisburg GmbH entwickelt wird. Damit umfasst das Gebiet des Duisburger Hafens erstmals auch Flächen der linksrheinischen Stadtseite. Zweimal erhielt der Hafen Duisburg von der Zeitschrift Binnenschiffahrt die Auszeichnung als „Binnenhafen des Jahres“.
Mit der Jahrtausendwende verlagerte sich die Struktur der Umschlagwaren, weg von Massengütern wie Stahl und Kohle hin zu höherwertigem Stückgut und damit verbundenem Containerverkehr. Auf landespolitischer Ebene werden unter dem Begriff des zu reaktivierenden „Eisernen Rheins“ flankierende infrastrukturelle Maßnahmen angestrebt.
Die Hafengesellschaft firmiert seit dem 1. März 2000 als Duisburger Hafen AG unter der neuen Dachmarke duisport.
Entlang der Hafenpromenade wird Ende Juli/Anfang August im Rahmen eines Hafenfestes ein umfangreiches Kulturprogramm angeboten, außerdem präsentieren sich die im Hafen tätigen Firmen. Das Highlight des Hafenfestes ist das Höhenfeuerwerk Ruhrort in Flammen, das alle drei Jahre den Namen Niederrhein in Flammen trägt.

### Die Weiterentwicklung zu einer überregionalen Logistikdrehscheibe
Seit 2000 findet der jährliche Fachkongress Logistics Forum Duisburg statt. 2001 begann die Rhenus AG & Co. KG auf dem logport-Gelände zu investieren, die duisport rail GmbH wurde gegründet (als Eisenbahnverkehrsunternehmen der Duisburger Hafen AG mit Verkehrsdienstleistungen auch in der weiteren Umgebung), und eine der europaweit größten Logistik-Hallen mit Verschieberegalen in Betrieb genommen (durch CM Eurologistik GmbH der Mackprang-Gruppe), ebenso ein Bahnlogistikzentrum (EUROCenter; betrieben von Wincanton, zuvor P&O Trans European).
Im Herbst 2002 wurde in Duisburg-Rheinhausen das DIT Duisburg Intermodal Terminal eröffnet (120.000 m², Investitionssumme 30 Mio. Euro). Er dient als Schnittstelle zwischen den Verkehrsträgern Schiff, Eisenbahn und Lkw ist ein Hinterland-Verteilzentrum für die großen Nordseehäfen Rotterdam und Antwerpen. Kooperationsvereinbarungen bestehen mit den Häfen Memphis, Pittsburgh (USA), Bilbao (Spanien), Xiamen (China), Dortmund, Middelburg (ESM/Zeeland Seaports) Rotterdam (Niederlande) und Antwerpen (Belgien; u. a. Beteiligung am Antwerp Gateway Terminal). Auf dem logport-Gelände wurde ein Rangierbahnhof gebaut und an das öffentliche Gleisnetz angeschlossen.
Regionale und europaweite Schiffshuttles, Eisenbahnshuttles und Güterzugverbindungen sind in Betrieb.
Seit Ende der 1990er Jahre haben sich im Bereich duisport viele Unternehmen angesiedelt und dort Arbeitsplätze geschaffen (Ende 2006: 17.000 in Duisburg, 36.000 regional). 2005 wurde in diesem Hafenbereich erstmals mehr Stückgut als Massengut umgeschlagen (2007: 901.000 Container). Im Februar 2004 ging eine öffentliche Roll-on/Roll-off-Anlage in Betrieb. Mehrere Unternehmen (z. B. Cobelfret aus Belgien, E.H. Harms aus Bremen) produzieren und vertreiben Produkte für die Automobilindustrie.
2007 wurde mit dem Erwerb der VTS-Gruppe (heute duisport packing logistics GmbH) und der räumlichen Verlagerung ihrer Aktivitäten nach Duisburg das Angebot der logistischen Dienstleistungen im Duisburger Hafen um den Bereich Schwerindustrieverpackung erweitert.

2008 war logport I nahezu vollständig vermarktet und zu über 60 % in Betrieb. Auf der gegenüberliegenden Rheinseite wurde die 300.000 m² große Fläche des ehemaligen Sudamin MHD-Geländes baureif gemacht; logport II entstand. Zusammen mit RAG Montan Immobilien wurde das Joint Venture logport ruhr gegründet. Ziel ist, gemeinsam geeignete Grundstücke im Ruhrgebiet als attraktive Logistikstandorte zu vermarkten.
Im April 2008 nahm das erste Reeder-Containerterminal im europäischen Binnenland – Duisburg Trimodal Terminal D3T – den Betrieb auf. Hier konsolidieren die Reedereien NYK (Nippon Yūsen) und CMA CGM ihre Seetransporte aus und für das europäische Hinterland. 2008 investierte die Imperial-Gruppe in den Bau eines weiteren trimodalen Containerterminals; es wurde 2009 in Betrieb genommen. Mit einer Umschlagkapazität von 120.000 TEU war das Gateway-West auf dem logport-II-Gelände das erste Logistik-Hub für nachhaltige Chemie-Distribution. Im selben Jahr bekam logport I ein drittes Terminal, ebenfalls für den Bedarf der chemischen Industrie. Das DKT Duisburg Kombiterminal mit einer Kapazität von 120.000 TEU jährlich wird von dem Schweizer Chemielogistikunternehmen Bertschi betrieben.
2010 nahm auf dem duisport-Gelände das siebte Terminal den Betrieb auf. Das HTD Heavy-Lift-Terminal ist auf Schwerlastgüterumschlag ausgerichtet und wird vom Duisburger Hafen zusammen mit den Speditionen Kübler und Kahl betrieben.
Am 31. August 2012 wurde der Betrieb des Yuxinou offiziell aufgenommen, einer Güterzug-Verbindung, die über 11.179 km Eurasien durchquert und die Metropolregion Rhein-Ruhr mit dem chinesischen Ballungsraum Chongqing verbindet.
Der Duisburger Hafen kooperiert auch mit dem Hafen von Triest, der mit seinem Tiefgang von 18 Meter und seinen Verbindungen über das Mittelmeer, den Suezkanal in den Fernen Osten Richtung Schanghaier Tiefwasserhafen Yangshan, Hongkong, Singapur und Port Klang (Malaysia) als Endpunkt der „maritimen Seidenstraße“ gilt. Im Jahr 2022 wurden in Duisburg pro Woche durchschnittlich 30 Güterzüge aus / nach China abgefertigt. Nach Polen gibt es Züge mit Trailern.

## Unfall 2016
Am 31. März 2016 ereignete sich bei Arbeiten am Binnentankschiff Julius Rütgers in der Ruhrorter Schiffswerft eine Explosion, bei der drei Arbeiter starben.

## Großbrand 2023
Am 10. August 2023  brach ein Großbrand auf der Schrottinsel aus.

## Duisburg Gateway Terminal
Am 16. September 2024 nahm auf der Kohleninsel das Duisburg Gateway Terminal den Betrieb auf. Im für 2026/2027 geplanten Endausbau soll das DGT, dann das größte im Binnenland gelegene trimodale Containerterminal Europas, mit sechs Kränen bis zu eine Million Container pro Jahr umschlagen. Es soll dann unabhängig von der städtischen Energieversorgungsinfrastruktur sowie durch den Einsatz unter anderem von Wasserstoff, Photovoltaik, Brennstoffzellen und Batteriespeichern vollständig klimaneutral betrieben werden. Das Energiekonzept hierzu wird im Forschungsprojekt enerPort II in Kooperation mit dem Fraunhofer-Institut für Umwelt-, Sicherheits- und Energietechnik erprobt.  Anteilhalter der Betreibergesellschaft des DGT sind: Duisburger Hafen AG, Hupac, PSA International und HTS Group.